# Bertula hisbonalis
Bertula hisbonalis là một loài bướm đêm trong họ Erebidae.